# Dichanthium annulatum
Dichanthium annulatum là một loài thực vật có hoa trong họ Hòa thảo. Loài này được (Forssk.) Stapf mô tả khoa học đầu tiên năm 1917.

## Hình ảnh

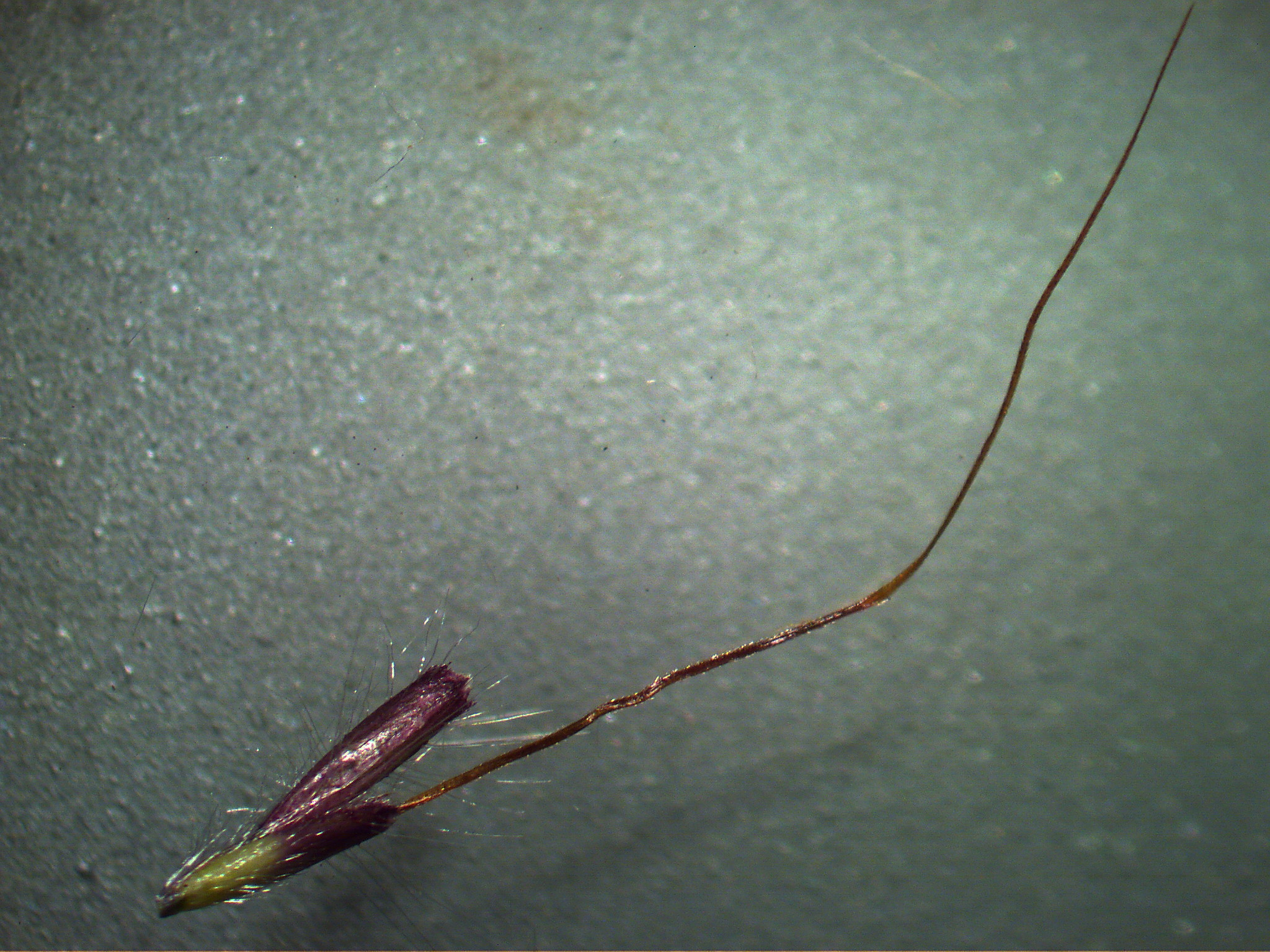